# Potamophila parviflora
Potamophila parviflora är en gräsart som beskrevs av Robert Brown. Potamophila parviflora ingår i släktet Potamophila och familjen gräs. Inga underarter finns listade i Catalogue of Life.

## Bildgalleri

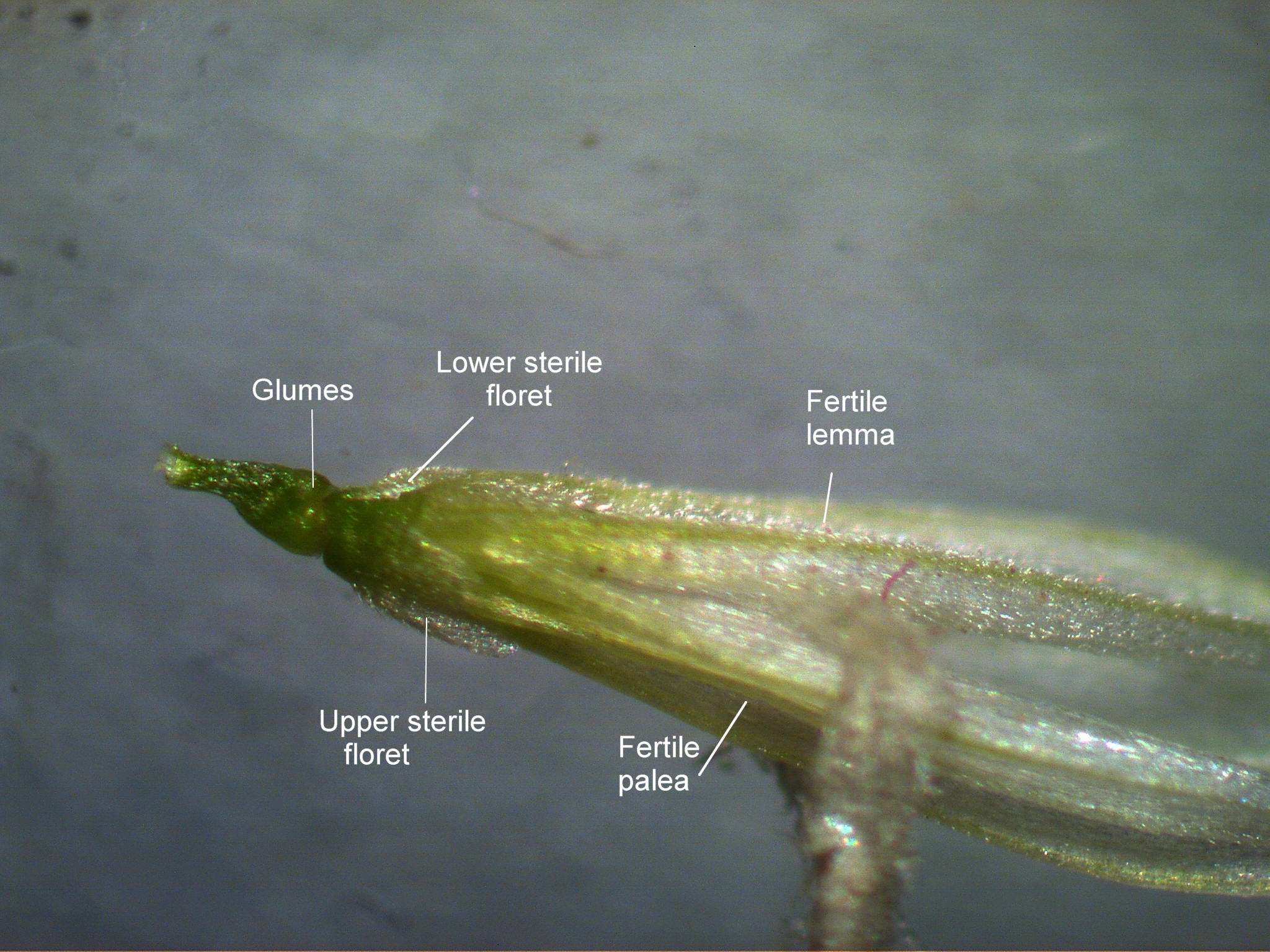
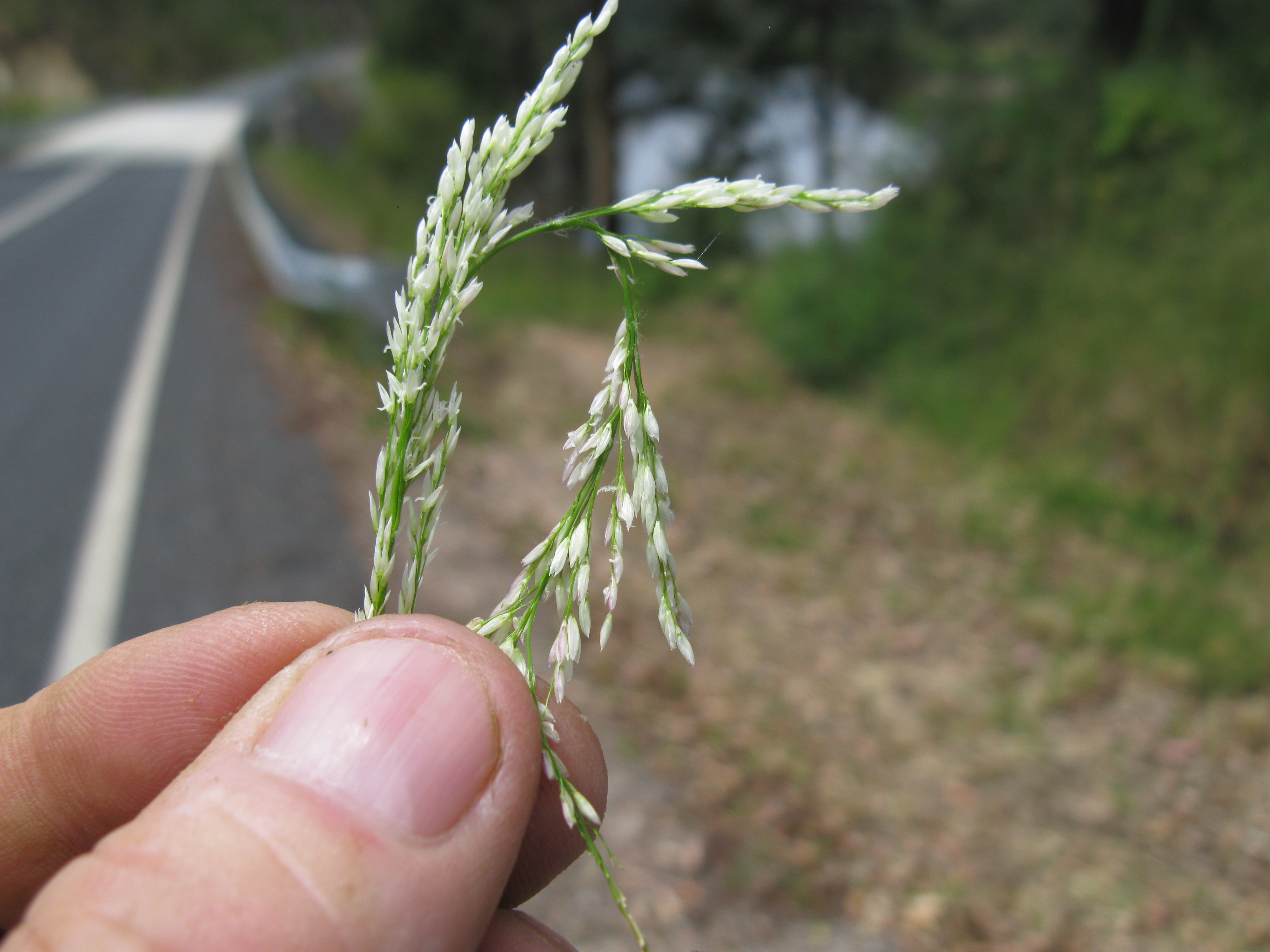
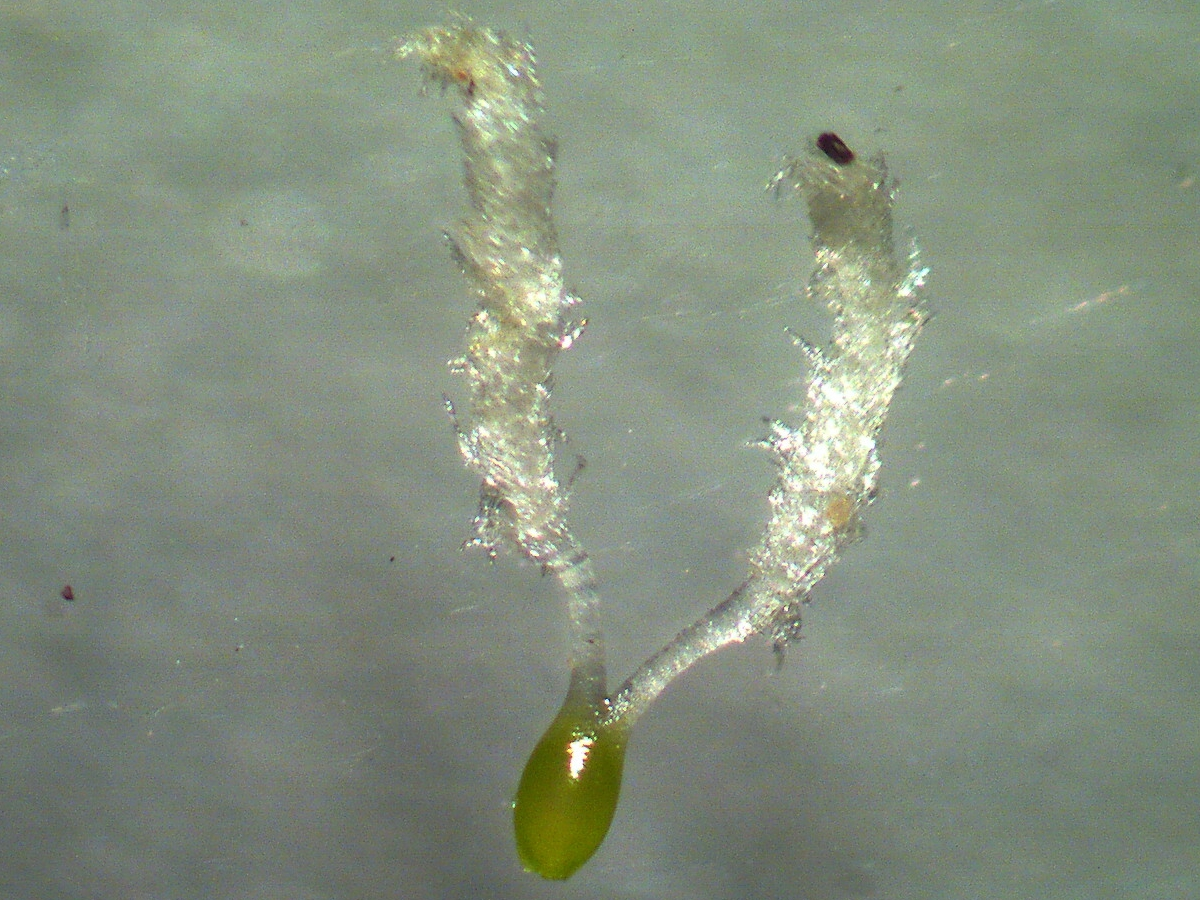